# Tomasz Tomczykiewicz
Tomasz Kazimierz Tomczykiewicz, né le 2 mars 1961 à Pszczyna et mort le 28 novembre 2015 à Katowice, est un homme politique polonais membre de la Plate-forme civique (PO). Il est président du groupe parlementaire de la PO entre juillet 2010 et novembre 2011.

## Biographie

### Formation et vie professionnelle
Il est diplômé en 1986 en génie hydraulique de la faculté de génie sanitaire et hydraulique de l'École polytechnique de Cracovie.

### Engagement politique
Aux élections locales de 1990, il est élu au conseil municipal de Pszczyna, où il siège huit ans. Au cours de cette période, il exerce des responsabilités de bourgmestre adjoint.
Il postule sans succès aux élections législatives du 21 septembre 1997 sur la liste de l'Alliance électorale Solidarité (AWS). Au cours des élections locales de 1998, il est élu à la Diétine de Silésie et bourgmestre de Pszczyna.
Il rejoint la Plate-forme civique en 2001, après avoir milité au sein de plusieurs partis libéraux. Il se représente aux élections législatives du 23 septembre 2001, en tête de liste de la PO dans la circonscription de Bielsko-Biała. Il recueille 8 862 votes préférentiels et garantit ainsi son élection à la Diète.
Il est facilement réélu au cours des élections législatives du 25 septembre 2005, où il engrange 22 221 suffrages de préférence, réalisant alors le deuxième résultat dans la circonscription. Le 24 juin 2006, Donald Tusk décide de le nommer vice-président de la Plate-forme civique.
Lors des élections législatives anticipées du 21 octobre 2007, il progresse encore avec 41 035 voix préférentielles. Président de la fédération PO de Silésie, il recommande à Tusk de nommer la technocrate Elżbieta Bieńkowska ministre du Développement régional, à la suite du refus exprimés par Jan Olbrycht. Il devient le 19 décembre suivant vice-président de la commission d'enquête parlementaire sur les circonstances de la mort de Barbara Blida.
Considéré à la fois comme le bras droit de Donald Tusk en Silésie et un proche de Grzegorz Schetyna, Tomasz Tomczykiewicz est désigné président du groupe parlementaire de la Plate-forme civique le 22 juillet 2010. Il prend alors la suite de Schetyna, porté à la présidence de la Diète deux semaines auparavant. Il est relevé de ses fonctions de vice-président de la PO le 8 octobre.
Pour les élections législatives du 9 octobre 2011, il est investi tête de liste dans la circonscription de Katowice. Il engrange alors 57 323 votes préférentiels, ce qui constitue le meilleur résultat de la circonscription et de la voïvodie. Il est nommé secrétaire d'État du ministère de l'Économie le 20 décembre. Il annonce sa démission le 10 juin 2015 lors d'une conférence de presse aux côtés de la présidente du Conseil des ministres Ewa Kopacz, arrivée au pouvoir en septembre 2014.
Il est une nouvelle fois réélu aux élections législatives du 25 octobre 2015, avec à peine 10 814 suffrages de préférence, du fait de la candidature en tête de liste de la PO du ministre de la Santé Marian Zembala.

### Décès
Atteint d'une maladie des reins depuis de nombreuses années, il meurt le 28 novembre 2015 à Katowice, à peine deux semaines après le début de la législature. Il est inhumé le 3 décembre à Pszczyna.

### Vie privée
Il est marié et père de deux enfants.